# Muzică aromânească
Muzica aromânească (în aromână Muzica armãneascã) este muzica caracteristică aromânilor. Aromânii sunt un grup etnic răspândit în Balcani, care trăiesc în Albania, Bulgaria, Grecia, Macedonia de Nord, România și Serbia. Muzica aromânească a fost influențată de muzica altor grupuri etnice din Balcani, cum ar fi cea a albanezilor, bulgarilor, grecilor, macedonenilor, românilor și nu numai. Cu toate acestea, ea și-a dezvoltat de-a lungul istoriei propriile trăsături distinctive și particularități care o deosebesc de alte genuri muzicale balcanice și a influențat și muzica popoarelor menționate anterior.
Muzica aromânească nu a fost studiată pe larg de către cercetători, fiind adesea umbrită de muzica altor grupuri etnice din Balcani. Una dintre principalele caracteristici ale muzicii aromânești este importanța muzicii polifonice (muzică cu doi sau mai mulți interpreți), întrucât muzicienii aromâni tind să cânte în grup. Interpretarea muzicii polifonice urmează o serie de reguli comune la aromâni. De exemplu, întotdeauna există un cântăreț principal care începe cântecul și acționează ca lider, cunoscut în aromână drept atselu tsi u lja („cel care o ia [melodia]”). Există și un al doilea cântăreț, atselu tsi u talji („cel care o taie”), care începe să cânte la scurt timp după cântărețul principal, precum și alte poziții. Muzica monofonică (muzică cu un singur interpret) este, de asemenea, prezentă în muzica aromânească și, din punct de vedere istoric, a fost mai cercetată decât muzica polifonică aromânească.
În ciuda faptului că este un gen muzical unitar, muzica aromânească are mai multe variații, stiluri și moduri de interpretare care pot fi clasificate în funcție de țările în care trăiesc și care la rândul lor pot fi subdivizate în mai multe variații și stiluri. Unele dintre subgenurile muzicii aromânești includ balade, cântece dansate, cântece epice și cântece lirice.
Astăzi, există mai multe proiecte și organizații culturale care pledează pentru conservarea muzicii acestui grup etnic. Un exemplu este Societatea Sârbo-Aromână Lunjina din Serbia, care în 2021 a anunțat că lucrează la publicarea unui CD cu muzică tradițională aromânească. Un alt exemplu este Conservarea și promovarea tradițiilor de cântec ale aromânilor fârșeroți din Dobrogea, organizat de mai multe organizații aromânești din România: Asociația Vira, Proiect Avhdela, Asociația „Așezămintele Sfântului Mare Mucenic Mina“, Editura Predania, dar și cu sprijinul Administrației Fondului Cultural Național.
Câteva exemple de interpreți populari de muzică aromânească sau muzicieni de etnie aromână îi includ pe Eli Fara⁠(d), Elena Gheorghe, Nikos Karakostas, Toše Proeski, Parashqevi Simaku⁠(d) și Adrian Uzum. Un cântec aromânesc notabil este „ Dimãndarea pãrinteascã “ („Voința strămoșilor”), adesea folosit ca imn etnic al aromânilor.